# Symbole astronomiczne

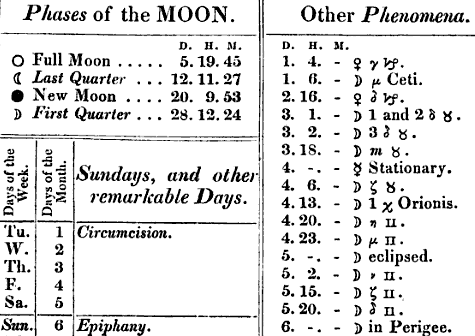
Fragment z Nautical Almanac z 1833 pokazujący użycie symboli astronomicznych, zawierający symbole faz Księżyca, planet i konstelacji zodiakalnych

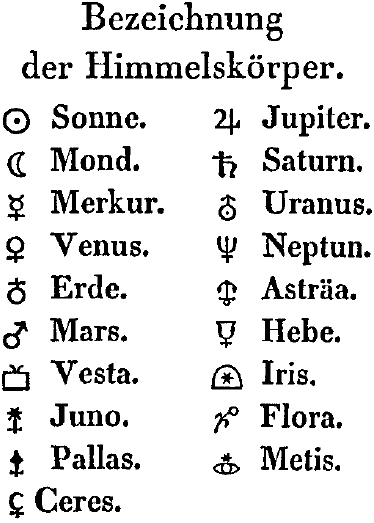
„Oznaczenia ciał niebieskich” w niemieckim almanachu z 1850

Symbole astronomiczne – symbole wykorzystywane do oznaczania różnych ciał niebieskich, tworów teoretycznych i obserwowanych zjawisk astronomicznych.
Najwcześniejsze formy tych symboli pojawiają się w greckich papirusach późnego antyku. Kodeksy bizantyjskie, w których greckie papirusy były zachowane, kontynuowały i rozbudowały wykazy symboli astronomicznych. Nowe symbole były tworzone też później, aby przedstawiały nowo odkryte w stuleciach XVIII-XX planety i planetki.
Wszystkie te symbole były zgodnie używane zarówno przez profesjonalnych astronomów, jak i przez amatorskich oraz astrologów. O ile nadal są używane w almanachach i publikacjach astrologicznych, to ich wykorzystanie we współcześnie publikowanych wynikach badań i tekstach astronomicznych jest stosunkowo rzadkie, z pewnymi wyjątkami jak symbole Słońca i Ziemi występujące w stałych astronomicznych czy niektóre znaki zodiaku, wykorzystywane do oznaczania przesileń i równonocy.
Unicode formalnie przypisał zestawy znaków do większości symboli, głównie w dokumentach Miscellaneous Symbols Block (2600-26FF) i Miscellaneous Symbols and Pictographs Block (1F300-1F5FF).

## Symbole Słońca i Księżyca
Zastosowanie astronomicznych symboli dla Słońca i Księżyca znane jest od starożytności. Kształty symboli widniejących na oryginalnych papirusach greckich horoskopów to okrąg z jednym promykiem () dla Słońca i półksiężyc dla Księżyca. Współczesny symbol Słońca – okrąg z kropką (☉) – po raz pierwszy pojawił się w Europie w renesansie. Podobnym symbolem był także starożytny chiński znak określający „słońce”, który wyewoluował do współczesnego znaku 日.
Symbole te są także powszechne w tekstach alchemicznych, gdzie Słońce reprezentuje złoto, a Księżyc – srebro.
We współczesnym użyciu akademickim symbol Słońca jest używany w astronomicznych stałych, związanych z tą gwiazdą. Jasność, masa i promień gwiazd jest często podawany w jednostkach będących wielokrotnością odpowiednich stałych słonecznych.
| Słońce                      | Słońce               | Słońce               | Słońce       | Słońce                             |
| Nazwa                       | Symbol               | Kod Unicode          | Znak Unicode | Opis                               |
| --------------------------- | -------------------- | -------------------- | ------------ | ---------------------------------- |
| Słońce                      | [ 10 ] [ 11 ] [ 12 ] | U+2609 (dec 9737)    | ☉            | Słońce                             |
| Słońce                      | [ 3 ]                | U+1F71A (dec 128794) | 🜚            | Słońce z jednym promykiem          |
| Słońce                      | [ 13 ] [ 14 ]        | U+1F31E (dec 127774) | 🌞           | twarz Słońca                       |
| Księżyc                     |                      |                      |              |                                    |
| Nazwa                       | Symbol               | Kod Unicode          | Znak Unicode | Opis                               |
| Księżyc lub pierwsza kwadra | [ 15 ] [ 16 ] [ 17 ] | U+263D (dec 9789)    | ☽            | rosnący (dopełniający się) Księżyc |
| Księżyc lub pierwsza kwadra | [ 13 ] [ 18 ] [ 19 ] | U+1F31B (dec 127771) | 🌛           | rosnący (dopełniający się) Księżyc |
| pełnia                      | [ 16 ] [ 17 ]        | U+1F315 (dec 127765) | 🌕           |                                    |
| pełnia                      | [ 13 ] [ 18 ] [ 19 ] | U+1F31D (dec 127773) | 🌝           |                                    |
| Księżyc lub ostatnia kwadra | [ 16 ] [ 17 ]        | U+263E (dec 9790)    | ☾            | znikający (cofający się) Księżyc   |
| Księżyc lub ostatnia kwadra | [ 13 ] [ 18 ] [ 19 ] | U+1F31C (dec 127772) | 🌜           | znikający (cofający się) Księżyc   |
| nów                         | [ 16 ] [ 17 ]        | U+1F311 (dec 127761) | 🌑           |                                    |
| nów                         | [ 13 ] [ 18 ] [ 19 ] | U+1F31A (dec 127770) | 🌚           |                                    |

| Stałe słoneczne              | Stałe słoneczne | Stałe słoneczne                   |
| Stała                        | Symbol          | Wartość                           |
| ---------------------------- | --------------- | --------------------------------- |
| jasność Słońca               | L☉              | 3,839×1026 W lub 3,839×1033 erg/s |
| masa Słońca                  | M☉              | 1,98892×1030 kg                   |
| promień Słońca               | R☉              | 6,955×108 m                       |
| temperatura efektywna Słońca | Teff☉           | 5777 K                            |

## Symbole planet
Symbole dla planet klasycznych pojawiają się w średniowiecznych kodeksach bizantyjskich, w których zachowało się wiele starożytnych horoskopów. Zapisane symbole dla Merkurego, Wenus, Jowisza i Saturna zostały nakreślone w formach znajdywanych w późnych papirusach greckich. Symbole Jowisza i Saturna są rozpoznane jako monogramy odpowiadające greckim nazwom, a symbol Merkurego jest stylizowanym kaduceuszem. Według A. Maunder, pierwotnie symbole planetarne były używane w sztuce do reprezentowania bogów związanych z planetami, planisfera Bianchiniego z II w. ukazuje greckie personifikacje bóstw planetarnych, powiązane z wczesnymi wersjami planetarnych symboli: Merkury ma kaduceusz; Wenus ma przypięty do swojego naszyjnika sznur, połączony z innym naszyjnikiem; Mars – włócznię; Jowisz – berło; Saturn – kosę; Słońce – diadem z wysyłanymi z niego promieniami, a Księżyc nakrycie głowy (stroik) z przyczepionym półksiężycem.
Diagram w dwunastowiecznym Kompendium astrologicznym Johannesa Kamaterosa ukazuje Słońce reprezentowane przez okrąg z promieniem (słonecznym), Jowisza przez literę dzeta (inicjał Zeusa, odpowiednika Jowisza w greckiej mitologii), Marsa przez tarczę skrzyżowana z włócznią, a symbole pozostałych planet klasycznych upodobnione do współczesnych (ale bez znaku krzyża występującego współcześnie). Krzyż ten po raz pierwszy pojawił się około XVI w. Według Maunder, jego dodanie miało być „próbą dodania domieszki chrześcijaństwa do symboli starych pogańskich bogów”.
Symbole Urana zostały stworzone krótko po jego odkryciu. Jeden z nich, , przygotowany przez J. Köhlera i zmodyfikowany przez Bodego został stworzony do reprezentowania nowo odkrytej platyny. Ponieważ platyna, zwana powszechnie białym złotem, została odkryta w mieszaninie z żelazem, jej symbol łączy alchemiczne symbole żelaza (♂) i złota (☉). Jednocześnie symbol ten jest połączeniem symboliki Marsa (♂) i Słońca (☉), gdyż w greckiej mitologii Uranos uosabia niebo i reprezentuje połączone moce włóczni Marsa i Słońca. Inny symbol –  – został zasugerowany przez Lalande’a w 1784. W liście do Herschela opisał go jako „glob zwieńczony pierwszą literą Twojego nazwiska” (fr. un globe surmonté par la première lettre de votre nom).
Neptun został zaobserwowany przez Johanna Galle 23 września 1846, w miejscu przewidzianym przez obliczenia matematyczne Urbaina Le Verriera. Wraz z jego odkryciem zostały zaproponowane dla niego różne symbole, aby odpowiadały sugerowanym nazwom dla tej planety. Uzurpując sobie prawo do jej odkrycia, Le Verrier zaproponował nazwę Neptun i symbol trójzęba, fałszywie twierdząc, że zostało to oficjalnie zaaprobowane przez francuskie Bureau des Longitudes. W październiku zabiegał o nazwanie planety terminem Leverrier (od własnego nazwiska) i uzyskał do tego pomysłu wsparcie od dyrektora Obserwatorium Paryskiego François Arago, który zaproponował nowy symbol: (). Pomimo że ta propozycja wzbudziła silny sprzeciw poza Francją, francuskie almanachy szybko wprowadziły nazwę Herschel dla Urana (po jej odkryciu przez Sir Williama Herschela) i Leverrier dla nowej planety. Profesor James Pillans z Uniwersytetu Edynburskiego bronił nazwy Janus i zaproponował klucz jako jej symbol. W międzyczasie Struve w dniu 29 października 1846 zaprezentował nazwę Neptun Rosyjskiej Akademii Nauk. W sierpniu 1847 Bureau des Longitudes ogłosiło swoją decyzję o postąpieniu zgodnie z powszechną praktyka astronomiczną i zaakceptowało wybór Neptuna, przy głosie sprzeciwu ze strony Arago co do tej decyzji.
Międzynarodowa Unia Astronomiczna (MUA) odradza wykorzystywanie tych symboli w publikowanych artykułach. W konkretnych przypadkach, gdzie symbole planetarne mogłyby być użyte (jak nagłówki tabel), podręcznik stylu MUA (ang. IAU Style Manual) dopuszcza poszczególne jedno- lub (aby rozróżnić Merkurego i Marsa) dwuliterowe skróty nazw planet.
| Planety | Planety   | Planety              | Planety              | Planety      | Planety |
| Nazwa   | Skrót MUA | Symbol               | Kod Unicode          | Znak Unicode | Opis |
| ------- | --------- | -------------------- | -------------------- | ------------ | --- |
| Merkury | Me        | [ 10 ] [ 11 ] [ 43 ] | U+263F (dec 9791)    | ☿            | uskrzydlony hełm Merkurego i kaduceusz lub sam kaduceusz                                                      |
| Wenus   | V         | [ 10 ] [ 11 ] [ 43 ] | U+2640 (dec 9792)    | ♀            | podręczne lusterko Wenus                                                                                      |
| Ziemia  | E         | [ 11 ] [ 15 ] [ 16 ] | U+2641 (dec 9793)    | ♁            | jabłko królewskie lub odwrócony symbol Wenus (bardziej popularny w kontekstach niegeocentrycznych)            |
| Ziemia  | E         | [ 10 ] [ 11 ] [ 43 ] | U+1F728 (dec 128808) | 🜨            | glob z równikiem i południkiem                                                                                |
| Mars    | Ma        | [ 10 ] [ 11 ] [ 43 ] | U+2642 (dec 9794)    | ♂            | tarcza i włócznia Marsa                                                                                       |
| Jowisz  | J         | [ 10 ] [ 11 ] [ 43 ] | U+2643 (dec 9795)    | ♃            | piorun Jowisza, orzeł lub litera dzeta lub Z od Zeusa (odpowiednik Jowisza w mitologii greckiej)              |
| Saturn  | S         | [ 10 ] [ 11 ] [ 43 ] | U+2644 (dec 9796)    | ♄            | kosa (lub sierp) Saturna                                                                                      |
| Uran    | U         | [ 31 ] [ 32 ]        | U+26E2 (dec 9954)    | ⛢            | platyna |
| Uran    | U         | [ 16 ] [ 17 ] [ 43 ] | U+2645 (dec 9797)    | ♅            | glob zwieńczony literą H (od Herschela) (bardziej popularny w starej brytyjskiej literaturze)                 |
| Neptun  | N         | [ 10 ] [ 11 ] [ 17 ] | U+2646 (dec 9798)    | ♆            | trójząb Neptuna                                                                                               |
| Neptun  | N         | [ 38 ] [ 43 ]        | U+2BC9 (dec 11209)   | ⯉            | glob zwieńczony literami LV (od Le Verrier) (bardziej popularny w starej, zwłaszcza francuskiej, literaturze) |

## Symbole planet karłowatych i planetoid
Zgodnie z propozycją Giuseppe Piazzi, odkrywcy Ceres, astronomowie ratyfikowali nazwę, którą zaproponował. Wówczas jako jej symbol został przyjęty sierp.
Symbol dla Pallas, włócznia Pallas Ateny, został zaproponowany przez barona Franza Xavera von Zacha i przedstawiony w jego Monatliche correspondenz zur beförderung der erd- und himmels-kunde. W liście do von Zacha, odkrywca tej planetoidy Heinrich Wilhelm Olbers (który ją również nazwał) zaaprobował zaproponowany symbol, ale zażyczył sobie, aby rękojeść sierpa została ozdobiona gałką (kulą) zamiast krzyżykiem, aby wyraźniej odróżniała się od symbolu Wenus.
Karl Ludwig Harding stworzył symbol dla planetoidy Juno, odkrytej przez siebie. Zaproponował dla niej nazwę zapożyczoną od Junony i wykorzystanie berła zakończonego na górze gwiazdą jako jej astronomicznego symbolu.
Symbol dla Westy wymyślił niemiecki matematyk Carl Friedrich Gauss po tym, jak dr Olbers (odkrywca Pallas) dał mu przywilej nazwania jego najnowszego odkrycia. Gauss zdecydował się nazwać nową planetoidę imieniem bogini Westy i zaprojektował dla niej symbol ⚶ (): ołtarz bogini ze świętym ogniem na nim płonącym. Inni współcześni mu autorzy używali bardziej kunsztownego symbolu: .
Następne dwie planetoidy, Astraea i Hebe, zostały odkryte przez Karla Ludwiga Hencke. Hencke wybrał dla Astraei symbol odwróconej kotwicy, chociaż czasami były używane jako symbol szale wagi Astrei.
Wraz z odkryciami nowych planetoid astronomowie kontynuowali przypisywanie im symboli. I tak: Iris ma jako symbol tęczę z gwiazdą, Flora – kwiat, Metis – oko z gwiazdą, Hygiea – pionowego węża z gwiazdą na głowie, Parthenope – stojącą rybę z gwiazdą, Victoria – gwiazdę na szczycie wieńca laurowego, Egeria – puklerz, Irene – gołębia z gałązką oliwną w dziobie i gwiazdą na głowie, Eunomia – serce z gwiazdą na górze, Psyche – skrzydło motyla z gwiazdą, Thetis – delfina z gwiazdą, Melpomene – dagger nad gwiazdą i Fortuna – gwiazdę ponad kołem Fortuny.
Johann Franz Encke dokonał znaczącej zmiany w Berliner Astronomisches Jahrbuch (BAJ, Berliński Rocznik Astronomiczny) na rok 1854, opublikowanym w 1851. Wprowadził zakreślone kołem numery zamiast symboli, aczkolwiek jego numeracja rozpoczynała się od (5) Astraea – pierwsze cztery planetoidy miały być oznaczane za pomocą swoich tradycyjnych symboli. Ta symboliczna innowacja została bardzo szybko zaadaptowana przez społeczność astronomiczną. W następnym roku (1852) Astraei przypisano numer 5, ale obiekty od Ceres do Westy zostaną ponumerowane tylko w wydaniu z 1867. Koło przekształciło się z czasem w nawiasy, a z kolei one, na przestrzeni następnych kilku dekad, zaczynają być całkowicie pomijane.
Kilka planetoid otrzymało (wraz z ich odkryciem) symbole już po upowszechnieniu się notacji z zakreślanym numerem. Planetoidom Proserpina, Bellona, Leukothea i Fides, odkrytym przez Roberta Luthera, przypisano odpowiednio: owoc granatu z gwiazdą w środku, bat i włócznię, antyczną latarnię oraz krzyż. Planetoida Amphitrite, odkryta przez Alberta Martha otrzymała jako symbol muszlę.
Nazwa i symbol Plutona zostały ogłoszone przez odkrywców 1 maja 1930. Symbol, monogram liter PL, może być interpretowany jako skrót od Pluton lub Percivala Lowella – astronoma, który założył Lowell Observatory, poszukujące m.in. planet poza orbitą Neptuna.
| Planety karłowate | Planety karłowate    | Planety karłowate    | Planety karłowate | Planety karłowate                                                                                                |
| Nazwa             | Symbol               | Kod Unicode          | Znak Unicode      | Opis |
| ----------------- | -------------------- | -------------------- | ----------------- | --- |
| Ceres             | [ 12 ] [ 16 ] [ 43 ] | U+26B3 (dec 9907)    | ⚳                 | sierp skierowany ostrzem do góry                                                                                 |
| Pluton            | [ 10 ] [ 11 ]        | U+2647 (dec 9799)    | ♇                 | monogram liter Pluton i Percival Lowell                                                                          |
| Pluton            | [ 71 ]               | U+2BD3               | ⯓                 | zmodyfikowany symbol astrologiczny Neptuna (podobny do niego, ale ma okrąg w miejscu środkowego ostrza trójzębu) |
| Planetoidy        |                      |                      |                   | |
| Nazwa             | Symbol               | Kod Unicode          | Znak Unicode      | Opis |
| (2) Pallas        | [ 46 ]               | U+26B4 (dec 9908)    | ⚴                 | włócznia |
| (3) Juno          | [ 47 ] [ 73 ]        | U+26B5 (dec 9909)    | ⚵                 | berło z gwiazdą na górze                                                                                         |
| (3) Juno          | [ 43 ] [ 74 ]        |                      |                   | berło z gwiazdą na górze                                                                                         |
| (4) Westa         | [ 48 ]               | U+26B6 (dec 9910)    | ⚶                 | ołtarz z płonącym ogniem                                                                                         |
| (4) Westa         | [ 12 ] [ 72 ] [ 74 ] |                      |                   | ołtarz z płonącym ogniem                                                                                         |
| (5) Astraea       | [ 52 ] [ 72 ]        |                      |                   | kotwica |
| (5) Astraea       | [ 75 ]               |                      |                   | szale wagi |
| (6) Hebe          | [ 53 ] [ 76 ] [ 77 ] | U+1F377 (dec 127863) | 🍷                | kielich wina |
| (7) Iris          | [ 12 ] [ 43 ]        |                      |                   | tęcza z gwiazdą w środku                                                                                         |
| (8) Flora         | [ 12 ] [ 72 ]        | U+2698 (dec 9880)    | ⚘                 | kwiat |
| (9) Metis         | [ 12 ] [ 43 ] [ 72 ] |                      |                   | oko z gwiazdą powyżej                                                                                            |
| (10) Hygiea       | [ 57 ] [ 64 ]        |                      |                   | wąż z gwiazdą |
| (10) Hygiea       | [ 12 ] [ 72 ]        | U+2695 (dec 9877)    | ⚕                 | laska Eskulapa                                                                                                   |
| (11) Parthenope   | [ 12 ] [ 57 ]        |                      |                   | ryba z gwiazdą                                                                                                   |
| (11) Parthenope   | [ 75 ]               |                      |                   | harfa |
| (12) Victoria     | [ 12 ] [ 72 ]        |                      |                   | gwiazda z wieńcem laurowym                                                                                       |
| (13) Egeria       | [ 64 ]               |                      |                   | puklerz |
| (14) Irene        | [ 75 ]               |                      |                   | gołąb z gałązką oliwną w dziobie i gwiazdą na głowie                                                             |
| (15) Eunomia      | [ 12 ] [ 72 ]        |                      |                   | serce z gwiazdą na górze                                                                                         |
| (16) Psyche       | [ 64 ]               |                      |                   | skrzydło motyla z gwiazdą                                                                                        |
| (17) Thetis       | [ 63 ]               |                      |                   | delfin z gwiazdą                                                                                                 |
| (18) Melpomene    | [ 64 ]               |                      |                   | dagger nad gwiazdą                                                                                               |
| (19) Fortuna      | [ 64 ]               |                      |                   | gwiazda ponad kołem                                                                                              |
| (26) Proserpina   | [ 65 ]               |                      |                   | owoc granatu z gwiazdą w środku                                                                                  |
| (28) Bellona      | [ 66 ]               |                      |                   | bat i włócznia Bellony                                                                                           |
| (29) Amphitrite   | [ 78 ]               |                      |                   | muszla |
| (35) Leukothea    | [ 67 ]               |                      |                   | starożytna latarnia                                                                                              |
| (37) Fides        | [ 68 ]               |                      |                   | krzyż łaciński, w rzeczywistości z poszerzonymi i zaokrąglonymi końcami                                          |

## Symbole znaków i gwiazdozbiorów zodiakalnych
Symbole Zodiaku mają wiele astronomicznych interpretacji. W zależności od kontekstu zodiakalny symbol może oznaczać gwiazdozbiór, znak lub punkt ekliptyki.
Listy zjawisk astronomicznych, publikowanych w almanachach, czasami zawierały koniunkcje gwiazd, planet lub Księżyca; często zamiast pełnej nazwy gwiazdy posługiwano się literą grecką lub symbolem gwiazdozbioru. We współczesnym akademickim zastosowaniu wszystkie konstelacje (wliczając 12 zodiakalnych) posiadają dedykowane, trzyliterowe skróty.
W astronomii znak był jednostką pomiaru kątowego (obecnie przestarzałą), równą 30 stopniom. Stąd długość ekliptyczna była mierzona w znakach, stopniach, minutach i sekundach. Część znakowa tej jednostki była wyrażana w liczbach od 0 do 11 lub za pomocą odpowiedniego symbolu Zodiaku.
Symbole zodiakalne są też czasami wykorzystywane do wskazywania punktu ekliptyki – każdy z nich reprezentuje pierwszy punkt danego znaku. I tak: ♈︎ jest wiosenną równonocą, ♋︎ przesileniem letnim itd.
| Zodiak     | Zodiak    | Zodiak | Zodiak  | Zodiak | Zodiak         | Zodiak            | Zodiak       |
| Nazwa      | Skrót MUA | Znaki  | Stopnia | Symbol | Nazwa łacińska | Kod Unicode       | Znak Unicode |
| ---------- | --------- | ------ | ------- | ------ | -------------- | ----------------- | ------------ |
| Baran      | Ari       | 0      | 0°      |        | aries          | U+2648 (dec 9800) | ♈︎           |
| Byk        | Tau       | 1      | 30°     |        | taurus         | U+2649 (dec 9801) | ♉︎           |
| Bliźnięta  | Gem       | 2      | 60°     |        | gemini         | U+264A (dec 9802) | ♊︎           |
| Rak        | Cnc       | 3      | 90°     |        | cancer         | U+264B (dec 9803) | ♋︎           |
| Lew        | Leo       | 4      | 120°    |        | leo            | U+264C (dec 9804) | ♌︎           |
| Panna      | Vir       | 5      | 150°    |        | virgo          | U+264D (dec 9805) | ♍︎           |
| Waga       | Lib       | 6      | 180°    |        | libra          | U+264E (dec 9806) | ♎︎           |
| Skorpion   | Sco       | 7      | 210°    |        | scorpius       | U+264F (dec 9807) | ♏︎           |
| Strzelec   | Sgr       | 8      | 240°    |        | sagittarius    | U+2650 (dec 9808) | ♐︎           |
| Koziorożec | Cap       | 9      | 270°    |        | capricorn      | U+2651 (dec 9809) | ♑︎           |
| Wodnik     | Aqr       | 10     | 300°    |        | aquarius       | U+2652 (dec 9810) | ♒︎           |
| Ryby       | Psc       | 11     | 330°    |        | pisces         | U+2653 (dec 9811) | ♓︎           |

## Inne symbole
Symbole dla ustawień ciał niebieskich i węzłów pojawiają się w średniowiecznych tekstach, choć współczesne użycie symboli węzłów jest różne od średniowiecznego – dawniej ☊ oznaczał węzeł zstępujący, a ☋ wstępujący. W opisach elementów orbitalnych ☊ jest czasami używany do oznaczania długość ekliptycznej węzła wstępującego, aczkolwiek bardziej popularne jest użycie Ω (dużej litery omega), która była pierwotnie typograficznym zamiennikiem starego symbolu.
Symbole dla ustawień po raz pierwszy pojawiają się w kodeksach bizantyjskich. Z pięciu ustawień Ptolemeusza jedynie trzy są używane w astronomii: koniunkcja, opozycja i kwadratura.
Symbole dla komety (☄) i gwiazdy () zostały użyte w opublikowanych obserwacjach astronomicznych komet. W tabelach tych obserwacji, znak ☄ stoi przy rozważanej komecie, a  przy gwieździe, w stosunku do której przeprowadzono pomiary pozycji komety.
| Inne symbole     | Inne symbole         | Inne symbole      | Inne symbole | Inne symbole |
| Nazwa            | Symbol               | Kod Unicode       | Znak Unicode |              |
| ---------------- | -------------------- | ----------------- | ------------ | ------------ |
| węzeł wstępujący | [ 11 ] [ 16 ]        | U+260A (dec 9738) | ☊            |              |
| węzeł zstępujący | [ 11 ] [ 16 ]        | U+260B (dec 9739) | ☋            |              |
| koniunkcja       | [ 16 ] [ 17 ]        | U+260C (dec 9740) | ☌            |              |
| opozycja         | [ 16 ] [ 17 ]        | U+260D (dec 9741) | ☍            |              |
| kwadratura       | [ 16 ] [ 17 ]        | U+25A1 (dec 9633) | □            |              |
| kometa           | [ 16 ] [ 78 ] [ 88 ] | U+2604 (dec 9732) | ☄            |              |
| gwiazda          | [ 16 ] [ 78 ] [ 88 ] | U+2605 (dec 9733) | ★            |              |